# Scytaliopsis djiboutiensis
Scytaliopsis djiboutiensis är en korallart som beskrevs av Gravier 1906. Scytaliopsis djiboutiensis ingår i släktet Scytaliopsis och familjen Virgulariidae. Inga underarter finns listade i Catalogue of Life.